# Терциарии

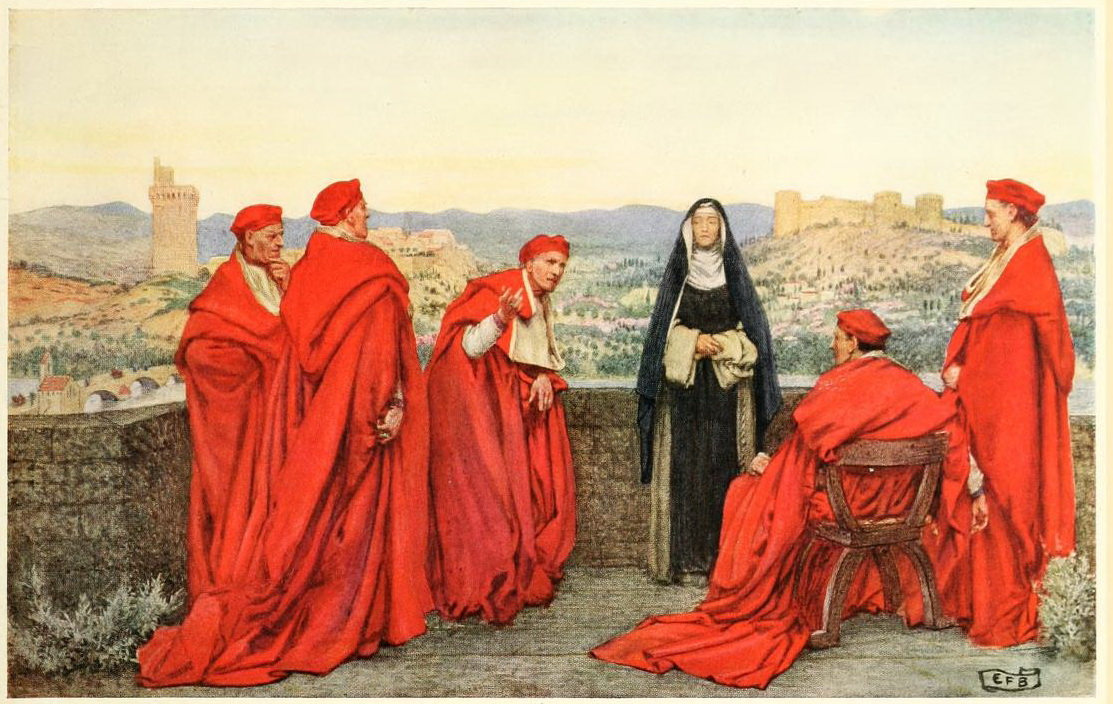
Екатерина Сиенская (1347–1380) — возможно, самая известная терцианка (Доминиканского ордена). Картина работы Элеанор Фортескью-Брикдейл, XX век.

Терциа́рии (Ед.ч. Терциарий; ж.р. Терциарка, мн.ч. ж.р. Терциарки; от лат. tertius — третий) — члены существующих при некоторых католических монашеских орденах Третьих орденов. Третьи ордена (первой считается мужская ветвь ордена, второй — женская) предназначены для людей, желающих принять на себя обеты и жить в соответствии с духовностью данного ордена, но не покидать мир.
Терциарии соблюдают специальный устав, в основе которого лежит духовность соответствующего ордена, но адаптированный для жизни в миру. Также они имеют право носить орденскую одежду, но, как правило, со специальным отличием, указывающим на принадлежность именно к Третьему ордену.
Впервые Третьи ордена появились при францисканцах. Такой орден, члены которого именовались «братьями и сёстрами покаяния», был создан самим Франциском Ассизским в 1221 году. В 1289 году францисканский Третий орден был реорганизован папой Николаем IV и получил свой устав. Устав францисканцев-терциариев обновлялся папой Львом XIII в 1883 году и папой Павлом VI в 1978 году.
Устав мирян-терциариев утверждался Святым Престолом для восьми католических орденов: францисканцы (1289 год), доминиканцы (1406 год), августинцы (1409 год), сервиты (1425 год), кармелиты (1452 год), минимы (1508 год), тринитарии, премонстранты (1751 год). Наиболее известны и многочисленны Третьи ордена у францисканцев, доминиканцев и кармелитов.
В апостольском обращении папы Иоанна Павла II «Vita consecrata» (Посвящённая жизнь) 1996 года подчёркивается, что терциарии призваны распространять духовность ордена за пределами самого монашеского института и способствовать сотрудничеству мирян и монахов в осуществлении христианской миссии.